# 709 هـ
709 هـ هي سنة في التقويم الهجري امتدت مقابلةً في التقويم الميلادي بين سنتي 1309 و1310.

## أحداث
- اعتناق الإيلخان محمد أولجايتو المذهب الشيعي، وهو يُعد أول حاكم مغولي يعتنق المذهب الشيعي، وأمر به الجند وألزمه أهل مملكته، وذلك في سنة (709هـ= 1301م) بعد أن كان سنيًا يلتزم المذهب الحنفي ثم الشافعي.[5][6]

## وفيات
- أبو البقاء خالد الناصر الأول
- أبو عبد الله محمد أبو عصيدة
- أبو يحيى أبو بكر الشهيد
- ابن الطقطقي
- ابن طبا طبا
- ابن عطاء الله السكندري